# Rudolf Eitelberger

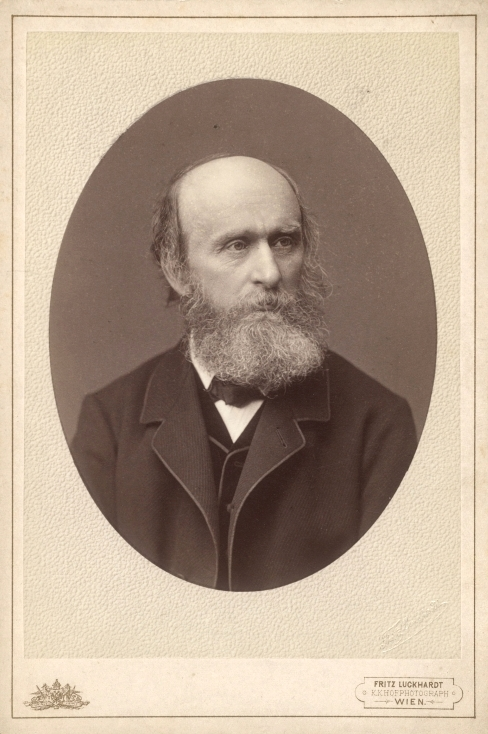
Rudolf Eitelberger, Fotografie von Fritz Luckhardt

Rudolf Eitelberger, Ritter von Edelberg (* 17. April 1817 in Olmütz; † 18. April 1885 in Wien) war ein österreichischer Kunsthistoriker und erster Ordinarius für Kunstgeschichte an der Universität Wien.

## Leben
Rudolf Eitelberger studierte Jura in Olmütz und dann Klassische Philologie und Kunstgeschichte in Wien und wurde 1838 zum Dr. phil. promoviert. Danach war er Assistent an der Lehrkanzel für Klassische Philologie der Universität Wien. Er habilitierte sich 1847 als erster Dozent für Kunstgeschichte und wurde 1852 außerordentlicher sowie 1864 ordentlicher Universitätsprofessor für Kunstgeschichte.
Von September 1848 bis Jänner 1849 war Rudolf Eitelberger Chefredakteur der Wiener Zeitung. Darüber hinaus war er Initiator und erster Direktor des Österreichischen Museum für Kunst und Industrie, gegründet 1864, sowie der angegliederten Kunstgewerbeschule, 1868 gegründet.
Ab 1871 gab Eitelberger die Quellenschriften für Kunstgeschichte und Kunsttechnik des Mittelalters und der Renaissance heraus, 1872 organisierte er den ersten Internationalen Kunsthistorikerkongress in Wien.

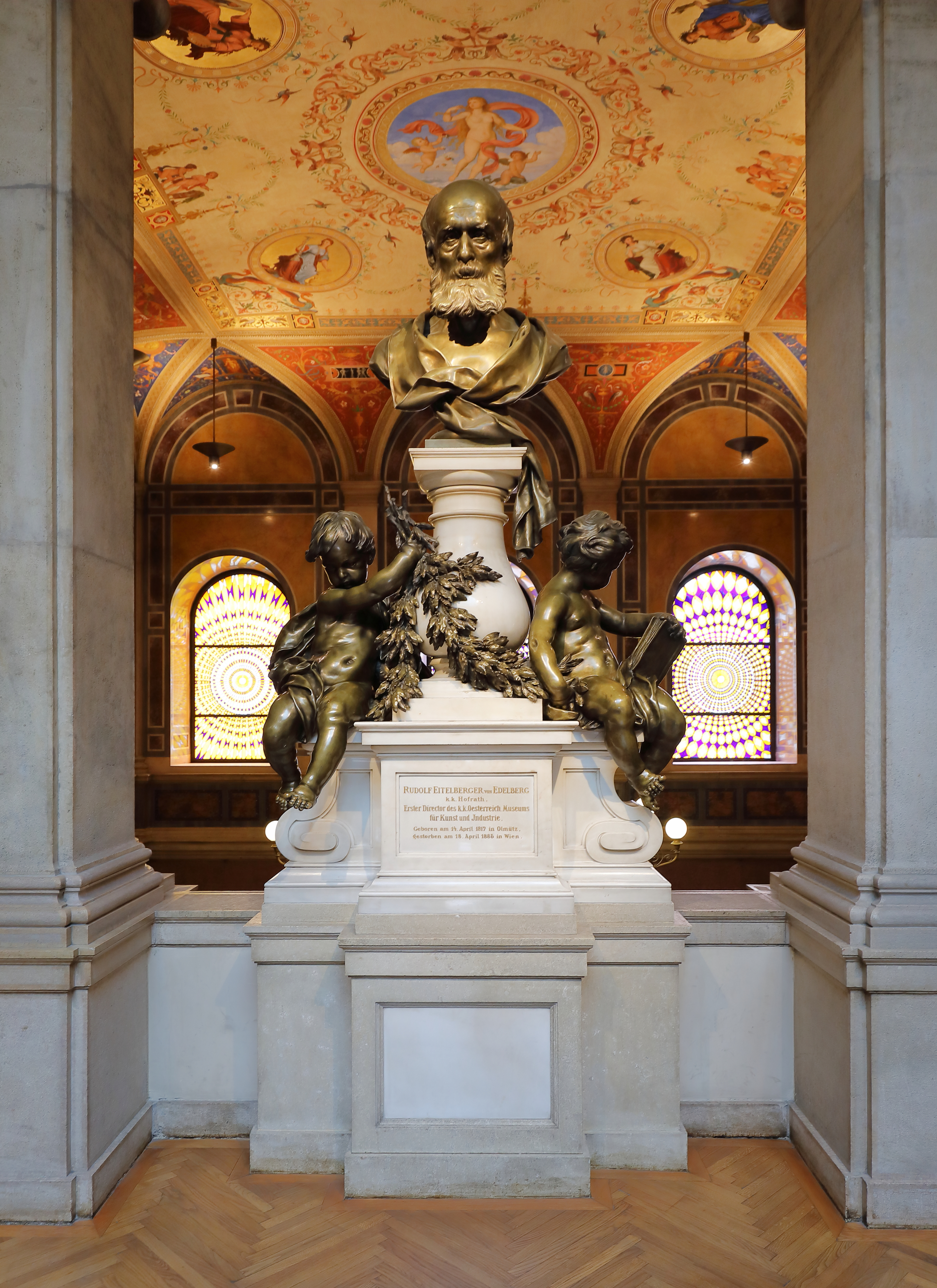
Rudolf-Eitelberger-Denkmal in der Säulenhalle des MAK

Eitelberger vereinte in seiner Person Wissenschaft, Kulturpolitik und Kunstkritik des Historismus. Als Kunsthistoriker gab er die „Quellenschriften zur Kunstgeschichte“ heraus und gilt als Gründervater der Wiener Schule der Kunstgeschichte. Das von ihm gegründete Österreichische Museum für Kunst und Industrie war nach dem Vorbild des Londoner South-Kensington-Museums das erste Kunstgewerbemuseum auf dem europäischen Festland und Vorbild für zahlreiche ähnliche Institute in ganz Mitteleuropa. Daneben nahm Eitelberger immer wieder zu Fragen der aktuellen, zeitgenössischen Kunst aus einer historischen Perspektive Stellung.
Er ruht in einem Ehrengrab auf dem Wiener Zentralfriedhof (Gruppe 14 A, Nummer 31). 1894 wurde die Eitelbergergasse in Wien-Hietzing ihm zu Ehren benannt. Die Frauenrechtlerin Jeanette Eitelberger war seine Ehefrau, der Philosoph Franz Karl Lott sein Schwiegervater.

## Schriften (Auswahl)
- mit Heinrich Ferstel: Das bürgerliche Wohnhaus und das Wiener Zinshaus. Wien 1860 (Digitalisat).
- Die preisgekrönten Entwürfe zur Erweiterung der inneren Stadt Wien. Wien 1859.
- Gesammelte kunsthistorische Schriften. 4 Bände. Wien 1879–1884.